# Simulești
Simulești falu Romániában, Erdélyben, Fehér megyében.

## Fekvése
Felsőcsóra (Cioara de Sus) közelében fekvő település.

## Története
Simuleşti korábban Felsőcsóra része volt, 1956 körül vált külön 80 lakossal.
1966-ban 110, 1977-ben 65, 1992-ben 11, 2002-ben 8 román lakosa volt.